# Cooler Master
Cooler Master Co., Ltd. — тайваньская частная корпорация, выпускающая компьютерные комплектующие. Основана в 1992 году. Специализируется на производстве компьютерных корпусов, блоков питания, кулеров, систем охлаждения, игровой периферии и других комплектующих. Также является поставщиком продукции для использования таким брендам, как AMD (охлаждение ЦП), Nvidia (охлаждение видеокарт) и других. Компания неоднократно получала награды в IF design awards.
Штаб-квартира компании Cooler Master расположена в районе Чжунхэ, Синьбэй, Тайвань и имеет заводы в Китае. Cooler Master также имеет филиалы в разных точках мира, в том числе в США, Бразилии, Нидерландах, Германии и России. Кроме родного бренда, Cooler Master имеет дочерние бренды в разных направлениях, в том числе специализирующийся на игровой индустрии «CM Storm».

## Инновации
В 2000 году первыми в мире произвели радиаторы с тепловыми трубками в кулерах.

## Критика
В 2012 году журнал Chip рекомендовал блоки питания Cooler Master как надёжные (наравне с Thermaltake, Corsair и Chieftec).